# Хрест Свободи
Хрест Свободи (ест. Vabadusrist) — де-факто вища державна нагорода Естонської Республіки.

## Історія
Хрест Свободи заснований 24 лютого 1919 року для нагородження людей, що відзначилися в Визвольній війні, в трьох класах, по три ступеня в кожному класі. I клас (хрести з білою емаллю) призначався для нагородження за військових заслуги. II клас (хрести з чорною емаллю) — за особисту військову доблесть. ІІІ клас (хрести з синьою емаллю) — за громадянські заслуги.
Згідно із законом про нагороди Естонії від 19 грудня 2007 року, хрест Свободи є найвищою військовою нагородою Естонії.
Хрест Свободи Естонії оформив художник Ніколай Трійк. Прикладами, на думку геральдистів, послужили Хрест Свободи Фінляндії (закована в лати рука з мечем, зображена також на історичному гербі Карелії) та хрест великих магістрів Тевтонського ордену (хрест-потент із подовженою вертикальною лінією). Як кольори хрестів, так і кольори стрічок (у кожного класу різний колір) було витримано у кольорах естонського національного прапора — білий, чорний та синій. Центральний медальйон хрестів ІІ класу, що вручаються за особисту хоробрість, покривався емаллю червоного кольору, символізуючи пролиту в боях кров.
Перше нагородження хрестом Свободи відбулося 2 серпня 1919 року, коли хрестами І класу було нагороджено 7 військовослужбовців армії США з американської адміністрації за надання допомоги Естонії. 5 серпня 1919 року хрестом Свободи I класу І ступеня було відзначено французьку фортецю Верден за героїзм її захисників під час Першої світової війни. Масові нагородження орденом почалися лютому 1920 року, відразу після закінчення Визвольної війни. Орденом нагороджувалися як громадяни Естонії, так і іноземці.
Усього було вручено 3225 хрестів Свободи різних ступенів, кавалерами стали 3126 осіб, деякі з них нагороджені неодноразово. Дев'ять осіб отримали по три хрести різних класів і ступенів. Ще 76 осіб удостоєні двох хрестів різних класів. Повторне нагородження одним і тим же хрестом (того ж класу та ступеня) не передбачалося, але в результаті різних непорозумінь такі випадки мали місце: одна людина отримала два хрести І класу ІІІ ступеня (за військові заслуги) та 12 осіб отримали по два хрести ІІ класу ІІІ ступеня (за особисту хоробрість).
Хрестом І класу І ступеня нагороджено 43 особи, хрестом ІІІ класу І ступеня — 111 осіб (деякі, як майбутній президент Естонії Костянтин Пятс та генерал Йохан Лайдонер, при цьому отримали обидві названі нагороди). Хрестом ІІ класу І ступеня (вищою нагородою за особисту хоробрість) ніхто не був нагороджений, ІІ ступінь того ж класу отримали всього 29 осіб, ІІІ ступінь— 2247 осіб.
Усього нагороджено естонських громадян — 2076 осіб, які отримали 2152 хрести. Іноземців — 1050 осіб із 16 держав, які отримали 1073 хрести. Серед нагороджених іноземців був Вінстон Черчилль, однак він, як і деякі інші, відмовився прийняти нагороду.
Законом від 19 червня 1925 року парламент Естонії ухвалив рішення про припинення нагородження хрестом Свободи. Відновлення нагороджень можливе у разі вступу Естонії у збройний конфлікт із зовнішнім ворогом, який загрожує незалежності Естонії. Останнім кавалером став капітан Едгар-Теодор Сусі, нагороджений 18 грудня 1925 хрестом II класу 3-го ступеня.
Нагородження хрестом Свободи надавало кавалеру низку привілеїв: грошову виплату, видачу безкоштовного земельного наділу, звільнення від плати за навчання у навчальних закладах, переважне право на зайняття посад на державній службі.
Після окупації радянськими військами території Естонії військовий міністр і командувач військ Естонії 26 липня 1940 року наказали володарям нагороди припинити носіння хреста Свободи.
Під час німецької окупації німецька окупаційна адміністрація 24 лютого 1942 дозволила кавалерам хреста Свободи носити цю нагороду.
Після розпаду СРСР у 1991 році та відновлення незалежності Естонської Республіки естонський уряд знову встановив низку пільг для кавалерів хреста Свободи, проте на той час живих володарів цієї нагороди було вже дуже мало. Останнім живим з естонських кавалерів хреста Свободи став Карл Яанус, який помер у 2000 році у віці ста років і похований з військовими почестями на цвинтарі Піліствері.
Хрест Свободи є головним елементом оформлення пам'ятника Перемоги у Визвольній війні у Таллінні.

## Знаки ордена
| І ступінь | ІІ ступінь | ІІІ ступінь |        |        |        |
| I клас    | I клас     | I клас      | I клас | I клас | I клас |
| --------- | ---------- | ----------- | ------ | ------ | ------ |
|           |            |             |        |        |        |
| II клас   |            |             |        |        |        |
|           |            |             |        |        |        |
| III клас  |            |             |        |        |        |
|           |            |             |        |        |        |